# Youth Against Settlements

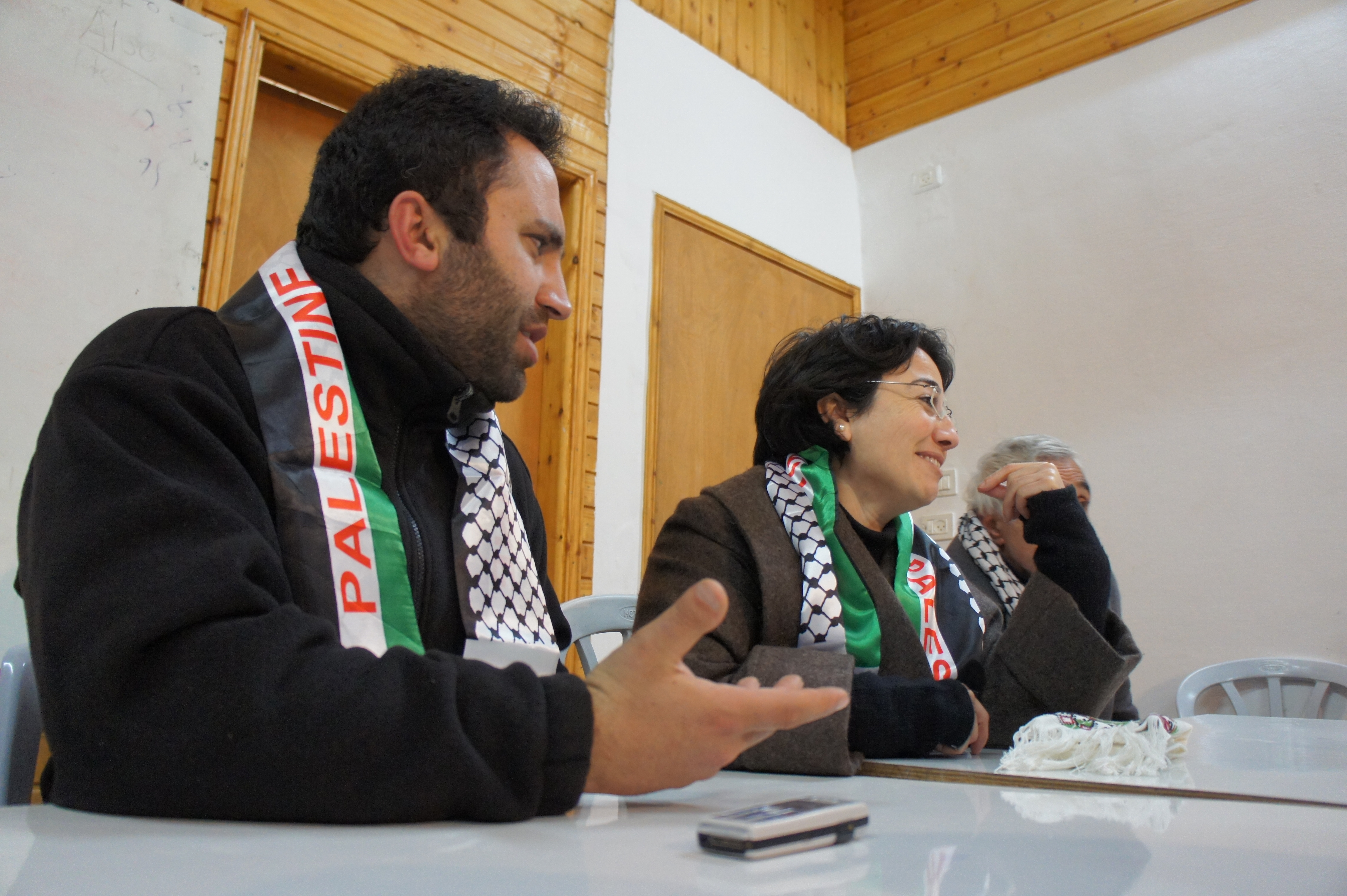
Issa Amro e Haneen Zoabi, all'interno della sede di Youth Against Settlements, Hebron, febbraio 2012

Youth Against Settlements è un gruppo di attivisti palestinesi con sede a Hebron . Il gruppo afferma di organizzare azioni di protesta non-violenta e disubbidienza civile contro l'occupazione israeliana della Palestina.

## Organizzazione
A partire dal 2012, Youth against Settlements è coordinato da Issa Amro .

## Attività
Youth Against Settlements (YAS) ha guidato l'Open Shuhada Street Campaign (OSC), una campagna globale per riaprire Al-Shuhada Street nel centro di Hebron.
Oltre alle manifestazioni internazionali Annual Open Shuhada Street, YAS organizza proteste settimanali in diverse zone dei territori palestinesi occupati . Nel maggio 2012, Akram Natsheh ha parlato a un incontro internazionale delle Nazioni Unite a Parigi.
Nel marzo 2014, Issa Amro ha tenuto una presentazione al Consiglio per i diritti umani delle Nazioni Unite (UNHRC) a Ginevra.
Durante l' ondata di violenza alla fine del 2015, l'attivista Sohaib Zahda ha pubblicato un editoriale sull'International Business Times in cui criticava la continua occupazione della Palestina come causa della violenza in corso, nonché la complicità dell'Autorità palestinese con Israele .

## Israele eYouth Against Settlements
Issa Amro è stato arrestato e detenuto 20 volte nel 2021, e 6 volte nei primi 8 mesi del 2013, nonostante non abbia mai commesso atti di violenza né sia stato accusato di alcun crimine. Nell'agosto 2013, esperti indipendenti di diritti umani delle Nazioni Unite hanno espresso profonda preoccupazione per le ripetute azioni dirette contro Amro. Subito prima della seduta al consiglio dei diritti umani, alla quale avrebbe dovuto partecipato anche Amro, Israele gli ha inviato una citazione a comparire davanti a un tribunale militare il 30 dicembre 2013, senza indicazione di alcuna accusa. L'8 luglio 2013, il mese prima della riunione delle Nazioni Unite, le forze israeliane gli hanno sequestrato i documenti di identità e portato presso una stazione di polizia, dove è stato ammanettato e picchiato fino a farlo svenire. Secondo quanto riferito, Amro è stato lasciato dolorante su una barella mentre presumibilmente membri delle forze di sicurezza israeliane ridevano, scattavano foto e minacciavano di sparargli. Venne ricoverato in ospedale solamente cinque ore più tardi.